# Thomas Lincoln
Pour les articles homonymes, voir Lincoln.
 (mai 2017).
Si vous disposez d'ouvrages ou d'articles de référence ou si vous connaissez des sites web de qualité traitant du thème abordé ici, merci de compléter l'article en donnant les références utiles à sa vérifiabilité et en les liant à la section « Notes et références ».
Thomas Lincoln (6 janvier 1778 - 17 janvier 1851) est le père d'Abraham Lincoln, 16e président des États-Unis.

## Biographie
Il se marie en 1819 avec Sarah Bush Lincoln.